# غافين ستيوارت
غافين ستيوارت (بالإنجليزية: Gavin Stewart)‏ هو مجدف بريطاني، ولد في 27 أبريل 1957 في بلفاست في المملكة المتحدة.

## وصلات خارجية
- غافين ستيوارت على موقع الاتحاد الدولي للتجديف (الإنجليزية)
- غافين ستيوارت على موقع أوليمبيديا (الإنجليزية)
- غافين ستيوارت على موقع اللجنة الأولمبية البريطانية (الإنجليزية)